# 超級瑪利歐兄弟3
《超級瑪利歐兄弟3》（香港俗稱“孖寶兄弟3”），是任天堂於1988年10月23日首次在紅白機上推出的電子遊戲。此遊戲為「超級瑪利歐兄弟」系列的第三部作品，在日本國內熱銷了384萬套，是日本紅白機遊戲史上銷售量排名第二的作品，僅次於系列作的第一作《超級瑪利歐兄弟》。全世界的總銷售量為1728萬套，2003年在GBA推出重製版本。
故事背景為庫巴不僅捲土重來，還帶著庫巴7人眾分別奪取7個蘑菇世界的魔杖，並利用魔杖將國王變成動物。瑪利歐與路易吉必須將魔杖奪回並打敗庫巴，才能使世界恢復和平並救出碧姬公主。

## 玩法

《超級瑪利歐兄弟3》主選單畫面

《超級瑪利歐兄弟3》是一款2D，横向卷轴的平台游戏。玩家可以控制屏幕的角色—马里奥或者路易吉。本游戏和系列前作《超级马里奥兄弟》、《超级马里奥兄弟2》和《超級瑪利歐兄弟USA》相类似，并且增加了新的元素。除了在前几作中的跑步和跳跃之外，玩家可以从斜坡滑行、捡起和投掷特殊石块和自由地爬上和爬下藤蔓。此外，马里奥在提升能力之后，能够飞行和飘浮。游戏世界包括8个“王国”，每个可以分成多个关卡。八个世界具有各自明显的视觉主题。
單人遊戲只有瑪利歐一個角色闖關，雙人遊戲則是瑪利歐與路易吉輪流闖關，2個角色能力相同。透過吃1UP蘑菇、100枚金幣等方式可以加命，最多可累積99條命，GBA版本最多可累積999條命。
寶物最多只能攜帶28個，故需適度使用寶物，除了幫助過關之外亦可騰出空間容納新取得的寶物。
大多數關卡可以向左或向右自由移動，少數關卡畫面會強制向右移動，其中幾道關卡在強制向右移動的同時還會向上或向下移動。
不過關也不影響前進的關卡，通常會有較多的好處（如1UP蘑菇較多或能取得寶物）。
第7世界（含）之前，每拿到80,000分可至前一個過關的地點或通過的水管玩一次翻牌成對遊戲（N字黑桃），失敗2次即結束，一次翻出2張同樣的牌即可獲得該寶物或獎項。寶物有超級蘑菇、火之花和無敵星星3種；獎項有1UP、10枚金幣和20枚金幣3種。
第7世界（含）之前，每個世界都有奇諾比奧家與黑桃屋。奇諾比奧家可獲得寶物，每個奇諾比奧家能獲得的寶物可能不同。黑桃屋則是透過拼湊正確的圖案加命，拼出超級蘑菇得2UP，拼出火之花得3UP，拼出無敵星星得5UP，GBA版本拼出超級樹葉得7UP，GBA版本拼出數字3得10UP，拼出超級蘑菇的機率是另外2個圖案的2倍。
第7世界（含）之前，每個世界都有一關只要取得指定的金幣數量，即可於過關後出現隱藏的奇諾比奧家。第1、3、5、7世界可獲得翅膀，第2、4、6世界可獲得船錨。
第6世界（含）之前於攻克死亡戰艦後，會收到碧姬公主寄來的信件並獲得寶物。擊落第7世界的死亡戰艦後收到的則是來自庫巴的信件，沒有寶物。
前7個世界的最後關卡都是死亡戰艦，Boss都是庫巴的小孩。第8世界的終極Boss即為庫巴。瑪利歐攻擊死亡戰艦前2次失敗時，死亡戰艦會各移動1次，第3次失敗後死亡戰艦的位置即不改變。
遊戲共有8個王國，每個王國都有其地圖。瑪利歐於地圖上移動，移動到關卡時需過關才能繼續前進。每當瑪利歐失敗一次時，瑪利歐會退回前一個過關的地點或是前一個出來的水管。已經過關的關卡不能再進入。
每個世界除了一般關卡之外，還有下列幾個關卡：
小城堡：奔奔是最後的Boss，必須攻克小城堡才能解開地圖上的鎖或是打通橋梁。有些不必經過也可以繼續前進，有些則是一定要過關才行。
鐵鎚兄弟關卡：第1世界到第6世界會在地圖上移動的小關卡，玩家必須打敗裡面的1~2隻鐵鎚兄弟（部分關卡為迴力鏢兄弟、火焰兄弟或重量級兄弟）才可過關，過關會有寶物。
寶船：在第1、3、5、6世界如果地圖上還有鐵鎚兄弟關卡，且過關時金幣數的個位數與十位數數字相同並與分數的十位數數字相同，地圖上的其中一個鐵鎚兄弟關卡會變成寶船。寶船上有168枚金幣和隱藏1UP蘑菇1個，最後要擊敗2隻迴力鏢兄弟，如果失敗即恢復成原本的鐵鎚兄弟關卡。每個世界限使用一次。

### 8個王國，9個世界
- 第1世界：草原之國

共有6個一般關卡，1座小城堡，1個鐵鎚兄弟關卡。

世界的頭目：拉里
- 第2世界：沙漠之國

共有5個一般關卡，1座小城堡，3個鐵鎚兄弟關卡，另外有沙漠與金字塔2個特殊關卡。

世界的頭目：莫頓
- 第3世界：海洋之國

共有9個一般關卡，2座小城堡，2個鐵鎚兄弟關卡。

世界的頭目：溫緹
本世界的地圖中，鐵鎚兄弟移動到海洋點位時會變成水上關卡。小瑪利歐會受到水的影響難以行走與跳躍，其他種類的大瑪利歐不受影響。
本世界的Boss也是遊戲中唯一一個女性Boss。
- 第4世界：巨大之國

共有6個一般關卡，2座小城堡，3個鐵鎚兄弟關卡。

世界的頭目：伊吉
本世界的敵人、磚塊、問號及白雲都有部分巨大化，巨大化的磚塊與問號無法用浣熊或狸貓的尾巴破壞打開，但可於巨大化的白雲上方站立。
本世界的鐵鎚兄弟會被重量級兄弟取代，其跳躍落地時瑪利歐會被震住無法移動數秒。
- 第5世界：天空之國

共有9個一般關卡（地面3個，天空6個），2座小城堡（地面與天空各1個），3個鐵鎚兄弟關卡（地面2個，天空1個），另有1個高塔關卡。

世界的頭目：洛伊
本世界是唯一地圖分成地面與天空2個區域的世界，需經過高塔才能從地面區域進入天空區域，但從天空區域回到地面區域僅需進入水管即可。
如未於本世界使用錨，當瑪利歐攻擊最後的死亡戰艦第1次失敗時，戰艦會從天空降到地面，此時必須回到地面。如第2次又失敗，則戰艦會又從地面飛回天空，瑪利歐必須再度穿過高塔回到天空。第3次失敗後死亡戰艦位置即不更動維持在天空。
- 第6世界：冰凍之國

共有整系列最多的10個一般關卡，3座小城堡，3個鐵鎚兄弟關卡。

世界的頭目：雷米
本世界部分關卡地面為結冰狀態，即使未按左右方向按鈕瑪利歐也會滑動。
- 第7世界：水管之國

共有9個一般關卡，2座小城堡，2個剪刀花關卡。

世界的頭目：洛德威格
本世界無鐵鎚兄弟關卡，取而代之的是位置固定的2個剪刀花關卡，過關後一樣有寶物。
- 第8世界：黑暗之國

雖然只有2個一般關卡，1座小城堡。但是另外有2個戰車關卡、2個戰艦關卡，還有3個漩渦關卡。
漩渦關卡會隨機伸手將瑪利歐拉進關卡，過關後可獲得超級葉子。漩渦關卡地圖上看似有5個，但實際上只有第1、3、5個會伸手。
戰車關卡與戰艦關卡中除了第1個戰車關卡Boss是迴力鏢兄弟外，其他關卡Boss均為奔奔。
進入本世界後不會再有奇諾比奧家，即使分數達到80,000分也不會出現N字黑桃。
- 第9世界：跳關區域

進入跳關區域需要使用的寶物為笛子，第1世界1-3及小城堡各可拿到1支笛子。第2世界打敗其中一個鐵鎚兄弟關卡可獲得笛子，最多可獲得3支笛子。
跳關區域分成3組：第2、3、4世界1組，第5、6、7世界1組，第8世界單獨1組，各組之間互不相通。
第1世界僅可跳關至第2、3、4世界。
第2、3、4、5、6世界僅可跳關至第5、6、7世界。
第7、8世界及跳關區域僅可跳關至第8世界。故如果在第1世界使用笛子進入跳關區域然後立刻再使用笛子，即可從第1世界跳關到第8世界。
除了第6世界可以逆跳關回第5世界之外，不會出現逆跳關的情況。
- 世界-e︰GBA版本

原裝GBA卡匣版需要使用電子閱讀器（e-Reader）和遊戲數據卡（e-Reader Card）進行讀取。
Wii U - Virtual Console 和 Game Boy Advance - Nintendo Switch Online 已經包含了38個新增關卡也全部都可以遊玩！日版為v1.2版本，歐美版為v1.1版本。

### 寶物
- 超級蘑菇：使小瑪利歐變大成為超級瑪利歐，超級瑪利歐可以破壞磚塊，小瑪利歐不行。

- 火之花：可以扔出火焰的瑪利歐，能殺死大部分敵人。第6世界部分關卡可用此道具取得被凍結的金幣。

- 超級樹葉：可以飛行的瑪利歐，但必須透過助跑達到標準後才能飛行，且能維持飛行的時間有限。其尾巴可以用來攻擊敵人或撞擊磚塊和問號。

- 青蛙裝：可以使瑪利歐在水下關卡保持穩定，不會上下飄動的服裝。部分水管必須穿著青蛙裝才能進入。

- 狸貓裝：狸貓樣式的瑪利歐，其功能與超級葉子類似，但多了可以變成地藏王菩薩閃躲敵人攻擊的功能，地藏王菩薩的形態只能維持數秒且無法移動。

- 鐵鎚裝：可以扔出鐵鎚的瑪利歐，能殺死的敵人種類比火之花更多，而且低頭時可以擋住敵人吐出的火焰。

- 無敵星星：可以使瑪利歐在一定時間內呈現無敵狀態，能直接用身體撞死敵人，但如果掉到岩漿裡或是洞窟裡還是會陣亡。

- P翅膀：能不斷飛行，其效果只限一次，使用過後即恢復為超級樹葉狀態。

- 斗篷羽毛︰（只在GBA版本的世界-e出現及使用）

- 迴旋鏢︰（只在GBA版本的世界-e出現及使用）

- 鐵鎚：可將地圖上的石頭敲碎，用以進入地圖上原本無法通行的路線。（GBA版本的世界-e沒有此道具及無法使用）

- 音樂盒：可讓地圖上的鐵鎚兄弟或剪刀花睡著，使其位置不動並且可以跳過該關卡，其效果能維持2個回合。（GBA版本的世界-e沒有此道具及無法使用）

- 雲朵：當想通過某區域卻又不得不通過某個關卡時，可以用雲朵磚塊跳過該關卡，每個雲朵磚塊限跳過一次，部分關卡無法用此道具跳過。（GBA版本的世界-e沒有此道具及無法使用）

- 船錨：在世界一開始或是進入死亡戰艦前使用，當瑪利歐攻擊死亡戰艦失敗時不會讓死亡戰艦移動。（GBA版本的世界-e沒有此道具及無法使用）

- 笛子：用以進入跳關區域。（GBA版本的世界-e沒有此道具及無法使用）

## 美國版/日本版的分別
- 美國版修正了日本版一部份的Bug。

美版遊戲封面圖

- 美國版5-1的關卡內容與日本版於近終點處相異。日本版須過一道水管才會進入終點畫面，美國版則是直接進入終點畫面（SFC版則為直接進入終點畫面）。
- 美國版火之花、超級樹葉、青蛙裝、狸貓裝、鐵鎚裝、靴子裝狀態時受傷只會變回超級磨菇狀態，日本版則變回最初狀態。
- 在SFC版以及系列中，不論日本版以及美國版，火之花、超級樹葉、青蛙裝、狸貓裝、鐵鎚裝、靴子裝狀態時受傷都只會變回超級磨菇狀態。